# Ide Hill
Ide Hill est un village anglais situé dans le Kent.